# 捷運總站夜市
24°11′05″N 120°42′30″E / 24.18463°N 120.70824°E
捷運總站夜市，簡稱總站夜市（Zong Zhan Night Market），是位於台灣台中市北屯區敦富路、敦富一街、敦富二街的台灣夜市景點，因臨近台中捷運北屯總站而得名，是台中市首座捷運旁合法夜市，於2021年4月3日開業，開業時捷運已經對公眾開放試乘。
雖名為「捷運總站夜市」，但最近的捷運站是只要走約2分鐘舊社站。
捷運總站夜市設置的垃圾箱與回收箱，外型與設計很像電子遊戲機台。

## 簡介
營業時間為每週一、三、五、六、日下午4時至凌晨1時。營業面積約3808.94平方公尺，可容約140餘家攤販，種類有台灣小吃、飾品及遊戲等，並設有免費停車場約5299.77平方公尺。

## 歷史

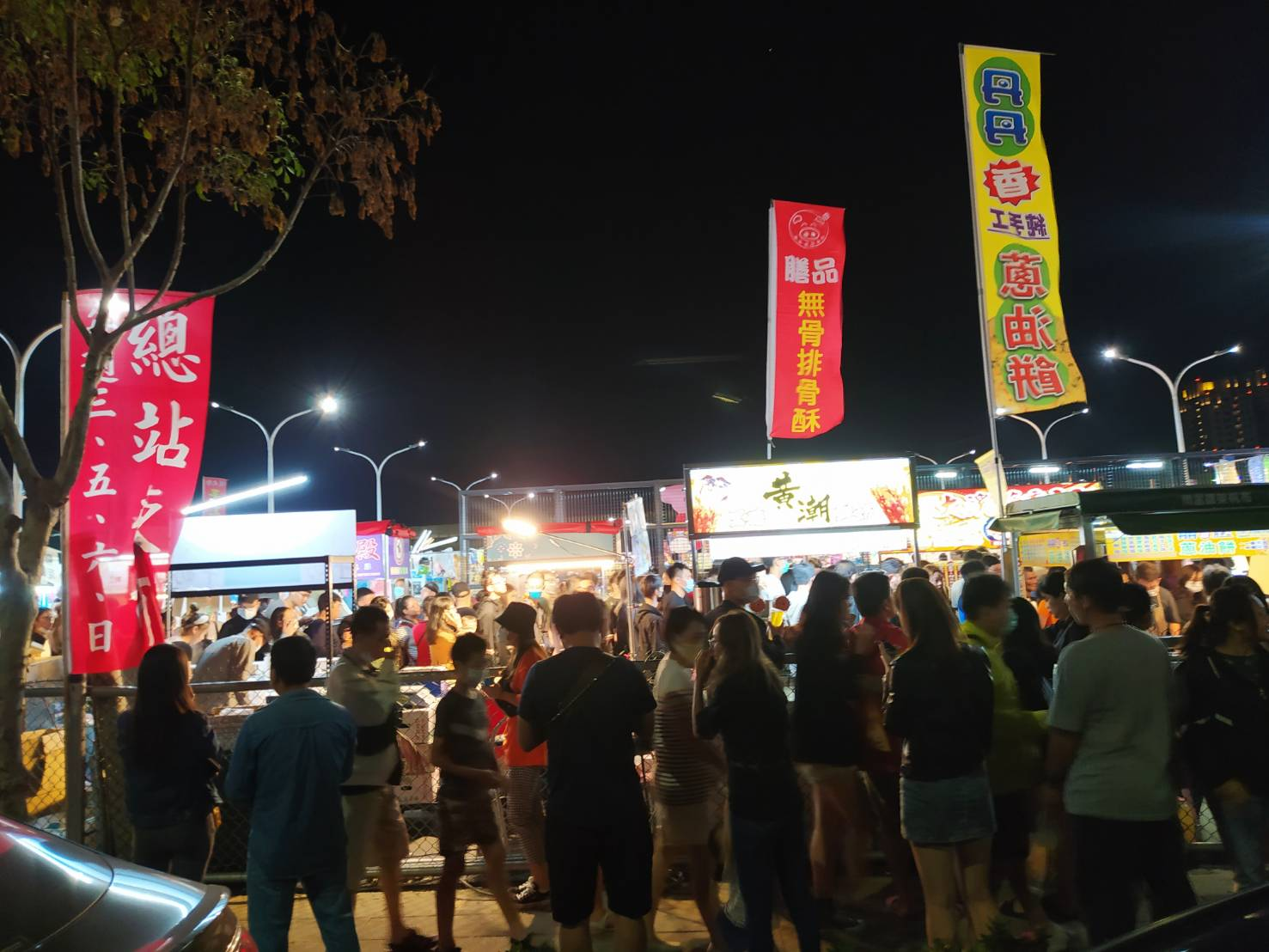
於10月9日至11日違規營運

捷運總站夜市為2020年年8月7日以總站夜市名義申請營業許可，業者卻在未經許可下，於當年10月9日至11日違規營運，造成周邊交通、垃圾、油煙、噪音及光害等問題，於10月12日遭到台中市政府經濟發展局稽查開罰，並勒令停業。台中市政府遂於12月30日駁回設置申請。2021年1月7日，50多名攤到市府陳情，情求通過。
對於交通問題，業者改善除擴大攤販間的距離、改善車輛進出口方向之外，並額外承租緊鄰夜市250公尺敦富一街旁土地，增設126格汽車停車位，初期規劃745格機車位、142格汽車位，另以13名義交於重要路口協助指揮交通、5名協勤人員拿手舉牌協助引導車輛進入停車場，停車場內也有2名管理員維持秩序；對於光害，業主禁止攤販使用投影光源等有光害設施，並要求晚間10時過後調整營業光照亮度，降低對周邊住戶的影響；噪音上，業者則承諾禁止攤販用麥克風及擴音器攬客，或使用擴音器宣傳車，並依行政院環境保護署的噪音管制標準落實管理。
2021年3月26日，台中市政府經發局正式通過核准。在2021年4月3日恢復營業，捷運總站夜市是台中第11座取得營業許可的合法夜市，也是首座位於捷運站旁核准的路外攤販集中區

## 熱門攤販

### 泰厚Chill-泰式奶茶專賣
泰厚Chill-泰式奶茶專賣是總站夜市內知名的泰式飲品攤位，專門提供道地的泰式奶茶及特色飲品。店家堅持使用泰國進口的茶葉及香料，結合台灣在地食材，創造出獨特的泰式風味。除了經典的泰式奶茶外，店家還提供多種季節限定飲品，吸引不少年輕族群慕名前來。泰厚Chill以其濃郁的茶香及獨特的口感，成為夜市內最受歡迎的飲品攤位之一。

## 交通
- 台74線
  - 18 潭子潭子交流道
  - 22 松竹松竹交流道
- 台中捷運
  - 舊社站：出站後約走2分鐘。
  - 北屯總站：出站後約走5分鐘。
  - 松竹站：出站後約走12分鐘。

- 台鐵山線
  - 松竹車站：下車後再轉搭台中捷運到舊社站下車步行即抵達。

- 台中市公車
  - 72、77、922、956、綠1路至「捷運舊社站」、65副、921路至「敦富二街口」下車後步行即抵達。

## 周邊
- 大坑風景區
- 新都生態公園
- 南興公園
- 三甲公園[4]
- 臺中市立北新國民中學
- 海天橋
- 棒球故事館文創園區[4]
- 臺中市北屯區僑孝國民小學
- 臺中捷運股份有限公司
- 捷運舊社站
- 詔安堂
- 一德洋樓[4]
- Costco北台中店
- 捷運北屯總站[4]
- 松竹車站
- 松竹路
- 佛教慈濟醫療財團法人台中慈濟醫院
- 臺中市公共自行車租賃系統松竹捷運站
- 舊社

## 外部連結
- 捷運總站夜市的Facebook專頁
- 泰厚Chill-泰式奶茶專賣官方網站